# Lega Nazionale B 2010-2011 (calcio femminile)
La Lega Nazionale B 2010-2011, campionato svizzero femminile di seconda serie, si concluse con la promozione di Schwyz e Schlieren.

## Squadre partecipanti
| Club            | Città           | Stadio                    | Capienza | Stagione precedente |
| --------------- | --------------- | ------------------------- | -------- | ------------------- |
| Aarau           | Aarau           | Stadion Brügglifeld       | 9 250    |                     |
| Baden           | Baden           | Stadion ESP               | 7 000    |                     |
| Kirchberg       | Kirchberg       | Sonnmatt                  | 2 000    |                     |
| Malters         | Malters         | Oberei                    | 1 500    |                     |
| Münsterlingen   | Münsterlingen   | Hafenfeld                 | 1 000    |                     |
| Rapid Lugano    | Lugano          | Stadio comunale Cornaredo | 14 873   |                     |
| Rapperswil-Jona | Rapperswil-Jona | Stadio Grünfeld           | 1 000    |                     |
| Schlieren       | Schlieren       | Zelgli                    | 200      |                     |
| Schwyz          | Schwyz          | Tschaibrunnen             | 450      |                     |
| Therwil         | Therwil         | Känelboden                | 1 200    |                     |

## Classifica finale
|  | Pos. | Squadra         | Pt | G  | V  | N | P  | GF | GS | DR  |
|  | ---- | --------------- | -- | -- | -- | - | -- | -- | -- | --- |
|  | 1.   | Schlieren       | 39 | 18 | 12 | 3 | 3  | 43 | 15 | +28 |
|  | 2.   | Schwyz          | 35 | 18 | 10 | 5 | 3  | 39 | 23 | +16 |
|  | 3.   | Kirchberg       | 35 | 18 | 10 | 5 | 3  | 28 | 19 | +9  |
|  | 4.   | Malters         | 29 | 18 | 8  | 5 | 5  | 39 | 26 | +13 |
|  | 5.   | Rapperswil-Jona | 23 | 18 | 6  | 5 | 7  | 25 | 28 | -3  |
|  | 6.   | Aarau           | 21 | 18 | 5  | 6 | 7  | 29 | 29 | 0   |
|  | 7.   | Baden           | 20 | 18 | 5  | 5 | 8  | 24 | 30 | -6  |
|  | 8.   | Rapid Lugano    | 19 | 18 | 5  | 4 | 9  | 31 | 32 | -1  |
|  | 9.   | Therwil         | 18 | 18 | 5  | 3 | 10 | 27 | 44 | -17 |
|  | 10.  | Münsterlingen   | 10 | 18 | 2  | 3 | 13 | 14 | 53 | -39 |

Legenda:
      Ammesso al girone di promozione.
      Ammesso al girone di relegazione.
Note:
Tre punti a vittoria, uno a pareggio, zero a sconfitta.

## Risultati

### Calendario

#### Classifica marcatori
| Gol |  |  | Giocatore                | Squadra         |
| --- |  |  | ------------------------ | --------------- |
| 14  |  |  | Sandra Kälin             | Schwyz          |
| 12  |  |  | Manuela Beerli           | Kirchberg       |
| 9   |  |  | Isabel Da Silva Fernanda | Rapid Lugano    |
| 9   |  |  | Sheila Loosli            | Schlieren       |
| 8   |  |  | Melanie Steinmann        | Malters         |
| 7   |  |  | Fabienne Bangerter       | Aarau           |
| 6   |  |  | Isabelle Hugentobler     | Rapperswil-Jona |
| 6   |  |  | Patricia König           | Malters         |
| 6   |  |  | Katja Peter              | Malters         |
| 6   |  |  | Nicolette Prandi         | Rapid Lugano    |

## Girone di promozione/retrocessione
|  | Pos. | Squadra          | Pt | G | V | N | P | GF | GS | DR |
|  | ---- | ---------------- | -- | - | - | - | - | -- | -- | -- |
|  | 1.   | Schwyz           | 11 | 6 | 3 | 2 | 1 | 10 | 9  | +1 |
|  | 2.   | Schlieren        | 9  | 6 | 2 | 3 | 1 | 13 | 11 | +2 |
|  | 3.   | Zuchwil 05       | 7  | 6 | 1 | 4 | 1 | 8  | 8  | 0  |
|  | 4.   | Rot-Schwarz Thun | 3  | 6 | 0 | 3 | 3 | 6  | 9  | -3 |

Legenda:
      Promosso in Lega Nazionale A 2011-2012.
      Retrocesso in Lega Nazionale B 2011-2012.
Note:
Tre punti a vittoria, uno a pareggio, zero a sconfitta.

## Girone di relegazione
|  | Pos. | Squadra         | Pt | G | V | N | P | GF | GS | DR  |
|  | ---- | --------------- | -- | - | - | - | - | -- | -- | --- |
|  | 1.   | Malters         | 29 | 7 | 4 | 2 | 1 | 25 | 12 | +13 |
|  | 2.   | Aarau           | 28 | 7 | 5 | 2 | 0 | 15 | 4  | +11 |
|  | 3.   | Kirchberg       | 26 | 7 | 2 | 2 | 3 | 14 | 19 | -5  |
|  | 4.   | Rapid Lugano    | 21 | 7 | 3 | 2 | 2 | 14 | 8  | +6  |
|  | 5.   | Baden           | 20 | 7 | 3 | 1 | 3 | 11 | 10 | +1  |
|  | 6.   | Therwil         | 20 | 7 | 3 | 2 | 2 | 10 | 9  | +1  |
|  | 6.   | Rapperswil-Jona | 19 | 7 | 2 | 1 | 4 | 10 | 11 | -1  |
|  | 6.   | Münsterlingen   | 5  | 7 | 0 | 0 | 7 | 7  | 33 | -26 |

Legenda:
      Relegato in Prima Lega 2011-2012.
Note:
Tre punti a vittoria, uno a pareggio, zero a sconfitta.
I punti sono comprensivi della metà di quelli conseguiti nel girone di qualificazione, arrotondati per difetto se dispari.

## Verdetti
| Lega Nazionale B 2010-2011 | Lega Nazionale B 2010-2011                             |
| -------------------------- | ------------------------------------------------------ |
| Lega Nazionale A           | Thun Zuchwil 05                                        |
| Lega Nazionale B           | Schlieren Schwyz Münsterlingen Rapperswil-Jona Therwil |
| Prima Lega                 | Chênois Lucerna Neunkirch                              |